# Guglielmo degli Organi
Guglielmo degli Organi oder Guglielmo da Forlì, und auch Guglielmo di Contrada Schiavone (14. Jahrhundert – 15. Jahrhundert), war ein italienischer Maler aus Forlì, ein Mitglied der Rimineser Schule, der sich am Beispiel Giottos orientierte.

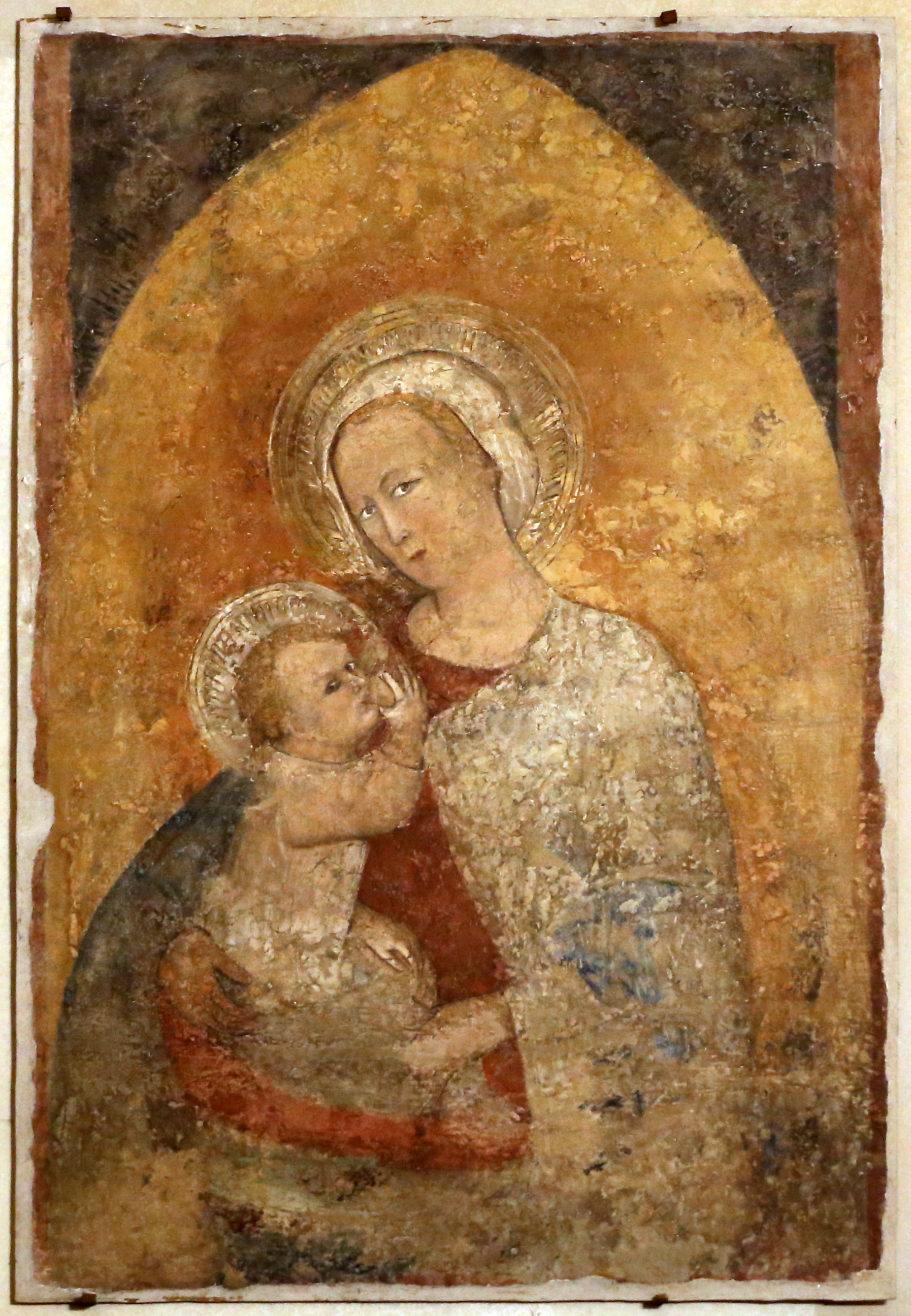
Madonna della Salute, Forlì, Basilica dei Servi

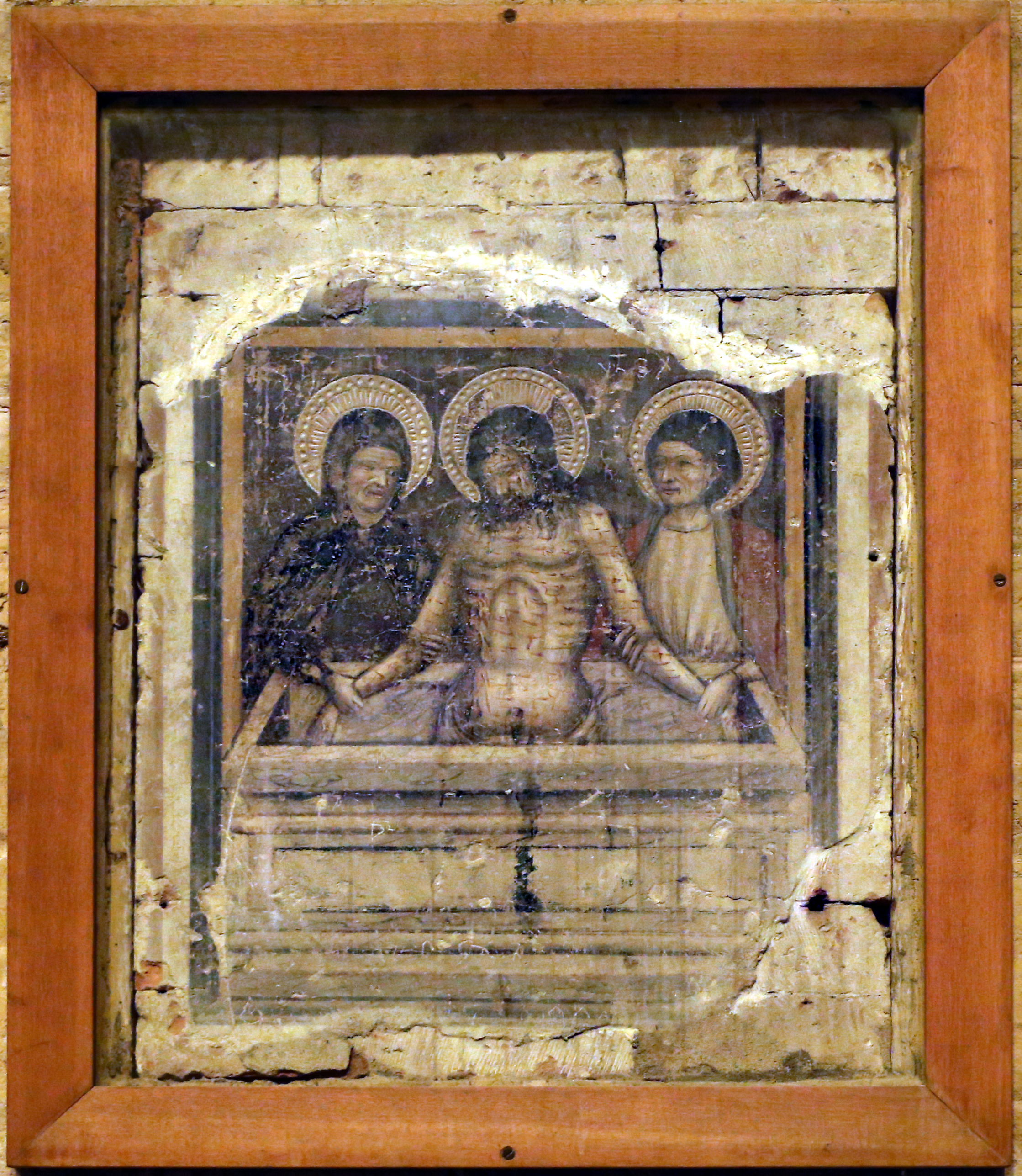
Guglielmo degli Organi, Frammento di affresco im linken Seitenschiff der Abbazia di San Mercuriale

## Leben
Von Guglielmo dagli Organi, benannt nach einer alten und adligen Familie der Stadt Forlì und von Giorgio Vasari als einer der Schüler Giottos erwähnt, seine Geburts- und Todesdaten sind unbekannt. Guglielmo arbeitete in Forlì unter anderem in der Kirche San Giacomo Apostolo dei Domenicani und hinterließ dort Fresken, die den wichtigsten Maler der Forliveser Schule, Melozzo da Forlì, beeinflussten. Er wird auch die Malerei der Madonna delle Grazie zugeschrieben, die sich heute im Cattedrale di Santa Croce befindet.
Guglielmo war auch in der Abtei San Mercuriale tätig: Giordano Viroli erinnert daran, dass für einige Fresken aus dem 14. Jahrhundert (fünf Heilige, darunter ein sehr eindrucksvoller Heiliger Lodovico, der sich heute in der Städtischen Pinakothek von Forlì befindet und dessen Zuschreibung ungewiss ist), die sich in der antiken griechischen Kapelle befanden, die dem heiligen König geweiht war, der Name Guglielmo vergeben wurde. Ein Fragment eines ihm zugeschriebenen Freskos ist noch im linken Seitenschiff der Abtei zu sehen.
Von ihm stammt auch die Madonna della Salute in der Basilika dei Servi in Forlì. Guglielmo wird von Adriana Arfelli als Gründer der Malschule von Forlì bezeichnet. Anna Tambini schreibt ihm auch das Fresko des Jüngsten Gerichts oder des Triumphs des Kreuzes in der Kirche von Tossino in der Nähe von Modigliana zu, dessen Autor, der bisher nicht identifiziert werden konnte, gewöhnlich als Maestro di Tossino bezeichnet wird.
Guglielmo wird von Giorgio Vasari in seinem Werk Le vite de’ più eccellenti pittori, scultori ed architettori. Band V, S. 39 zitiert.